# Красногорски (Марий Ел)
Красногорски (на руски: Красногорский) е селище от градски тип в Русия, разположено в Звениговски район, автономна република Марий Ел. Населението му към 1 януари 2018 година е 6164 души.